# Самат
Самат (кирг. Самат) — село в Лейлекском районе Баткенской области Кыргызстана. Подчинено муниципалитету города Раззаков. По данным переписи населения Кыргызстана 2009 года численность населения села Самат составила 2 076 жителей.